# Drapeau de Phoenix
 (juillet 2025).
Si vous disposez d'ouvrages ou d'articles de référence ou si vous connaissez des sites web de qualité traitant du thème abordé ici, merci de compléter l'article en donnant les références utiles à sa vérifiabilité et en les liant à la section « Notes et références ».
Le drapeau de Phoenix contient sur un fond marron un phénix au centre. Cette conception est la seconde de l'histoire de la ville en place depuis 1990, remplaçant le drapeau de 1921.
Le drapeau de proportion 5:9 est un phénix blanc au centre. Les ailes sont incurvées vers le haut formant presque un cercle, avec un diamètre de un tiers de la longueur du drapeau.
En grec, phénix signifie pourpre, un fait reflété dans la couleur du drapeau.
Le phénix, créature mythologique, est un homonyme de la ville suggéré par Phillip Darrell Duppa (en) en 1868. Il considérait que ce nom décrivait la nouvelle ville renaissant des ruines d’anciennes civilisations améridiennes ayant habité la région.

## Premier drapeau

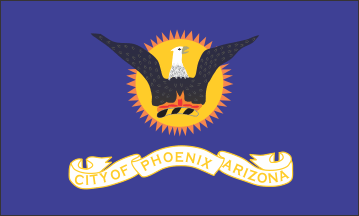
1921 à 1990

Le premier drapeau de Phoenix a été conçu lors d'un concours organisé par la chambre de commerce de Phoenix en 1921. Le gagnant de la première place est inconnu et n'a pas été choisi car le design était considéré comme trop orné. Le dessin arrivé en deuxième position, réalisé par Frederick C. Green, a finalement été sélectionné.
Le drapeau avait en arrière-plan bleu foncé avec un phénix gris devant un soleil avec 48 pointes avec en dessous, une bannière blanche avec écrit en lettres d'or City of Phoenix, Arizona. Cette conception a été présenté pendant l'Industrial Week and Armistice Day Parade en novembre 1921 et a été officiellement adopté par le conseil de la ville de Phoenix (en) le 23 novembre 1921, avec la création de l'ordonnance n°554.